# Samaritana da Polenta

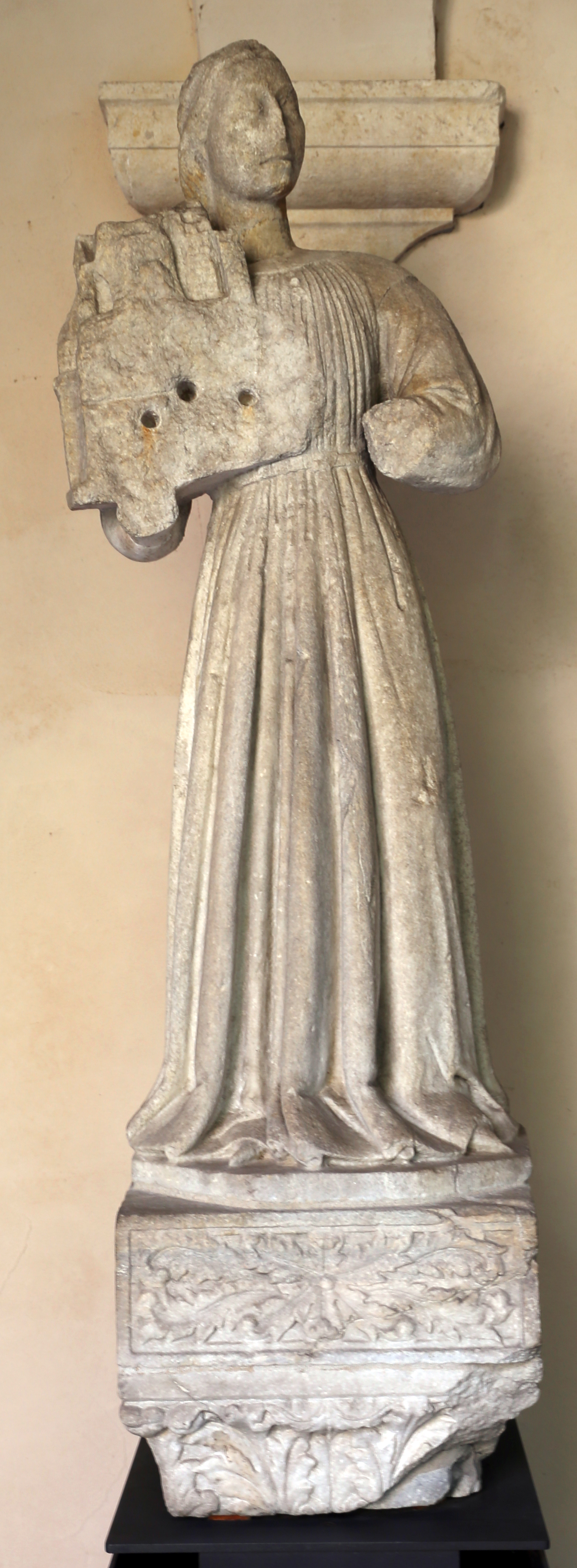
14e-eeuws beeld uit Verona dat de glorie van de stad uitbeeldt ten tijde van het huis Della Scala

Samaritana da Polenta (Ravenna,  - aldaar, 1393) was een edeldame uit Ravenna in de Pauselijke Staat. Zij was de gemalin van Antonio della Scala (1363-1388), de laatste heerser van de stadstaat Verona uit het Huis Della Scala. Verona maakte formeel deel uit van het Heilige Roomse Rijk.
De kroniekschrijver uit Verona en tijdgenoot Marzagaia schreef in De Modernis Gestis dat door Samaratina’s verspilzucht de schatkist leeg geraakte; dit zou bijgevolg geleid hebben tot het einde van de dynastie Della Scala.

## Levensloop
Samaritana groeide op in Ravenna; zij was een telg uit het heersende huis Da Polenta. Haar vader was Guido III da Polenta, pauselijk vicaris van Ravenna.
In 1378 huwde zij met Antonio della Scala, heer van Verona en buitenechtelijke zoon van de vorige heerser Cansignorio della Scala. Er werden twee luxueuze trouwfeesten georganiseerd: de eerste in Ravenna en de tweede in Verona. In Verona bouwde Samaritana een grote hofhouding uit. Antonio stimuleerde weliswaar een hof van kunstenaars en schrijvers, doch Samaritana wierf zoveel hovelingen aan dat de erfenis van Cansignorio wegsmolt. De schatkist van Verona bekostigde ook tientallen dienstmeiden voor Samaritana. Antonio moest landgoederen van het huis Della Scala verkopen. In 1386, acht jaar na hun huwelijk, moest Antonio juwelen verpanden aan joodse handelaars uit de republiek Venetië. Het ging om een waarde van 47.500 gouden dukaten. De militaire investeringen van de stadstaat Verona werden stopgezet.
Het echtpaar had twee kinderen: Canfrancesco en Cleofa della Scala.
De stadstaat Verona ging in 1387 ten onder aan de oorlogsmachine van de machtige heer van Milaan Visconti. Deze veroverde van west naar oost het noorden van Italië. Het echtpaar Antonio en Samaritana ging op de vlucht. Visconti wist niet goed wat hij moest aanvangen met al de hovelingen in Verona. Hij stuurde ze weg naar Ravenna, de machtsbasis van de familie Da Polenta. 
Samaritana had ondertussen haar toevlucht gezocht bij haar familie in Ravenna.
Antonio della Scala zocht met veel moeite bondgenoten in Toscane om Visconti te verjagen. Hij werd gedood in 1388 nabij Faenza in het achterland van Ravenna. Volgens sommige bronnen liet Samaritana het lijk overbrengen naar Ravenna om te begraven; zijn graf werd evenwel nooit geïdentificeerd. Samaritana stierf enkele jaren later aan het hof van Ravenna (1393).